# Jealous Guy
Jealous Guy (englisch: Eifersüchtiger Typ) ist ein Lied von John Lennon, das von ihm geschrieben und 1971 in Kooperation mit Yoko Ono und Phil Spector produziert wurde. Die Melodie war bereits 1968 entstanden, als Lennon noch Mitglied der Beatles war. Der Song erschien 1971 auf Lennons Album Imagine. 
1981 wurde eine Coverversion von Roxy Music international erfolgreich und erreichte Platz eins der britischen Singlecharts. Lennons Version wurde erstmals 1985, fünf Jahre nach seinem Tod, als Single veröffentlicht. 

## Hintergrund

### Aufnahme der Beatles
Mitte Februar 1968 reisten die Beatles mit ihren Frauen nach Rishikesh, Indien, wo ein mehrwöchiger Meditationskurs des Maharishi Mahesh Yogi stattfand. John Lennon und die anderen Mitglieder der Beatles verbrachten vom Februar 1968 an mehrere Wochen im Ashram des Maharishi Mahesh Yogi. Ringo Starr kehrte bereits Anfang März nach England zurück, Paul McCartney folgte drei Wochen später. John Lennon und George Harrison verließen Indien erst Mitte April. Während des Indienaufenthalts schrieben die Beatles die Mehrzahl der Lieder für ihr neues Album The Beatles. Ein Vortrag des Maharishi über dessen Buch Son of the Mother Nature (deutsch: ‚Sohn von Mutter Natur‘) diente sowohl Paul McCartney als auch John Lennon als Inspiration für ein Lied. McCartney komponierte das Lied Mother Nature’s Son. Lennon schrieb I’m Just a Child of Nature, alternativ oft auch als Child of Nature bezeichnet.

“[…] I had a piece called ‘I’m just a Child of Nature’, which turned into ‘Jealous Guy’ years later. […] inspired from the same lecture of Maharishi.”

„Ich hatte ein Stück namens ‚I’m just a Child of Nature‘, aus dem Jahre später ‚Jealous Guy‘ wurde. Inspiriert vom gleichen Vortrag des Maharishi.“

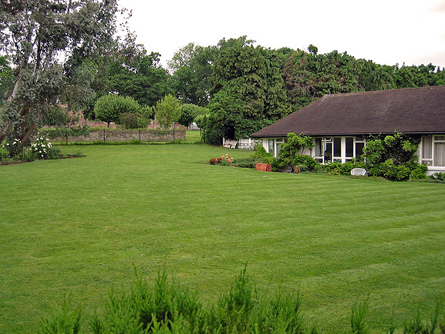
Das Anwesen Kinfauns von George Harrison in Surrey, wo die Beatles die Demos aufnahmen

Eine erste Aufnahme von Child of Nature entstand im Mai 1968 mit einem Ampex Vier-Spur-Tonbandgerät, als die Beatles sich in Kinfauns, dem Anwesen von George Harrison, in Esher trafen, um Demoversionen ihrer Kompositionen für ihr nächstes Album aufzunehmen. Es ist nicht dokumentiert, ob ein Toningenieur oder George Martin bei den Aufnahmen zugegen war. Diese Aufnahme besteht aus Lennons Gesang, der per Overdub auch die zweite Stimme sang, akustischer Gitarre und Perkussion. Der Text beginnt in dieser Version mit den Zeilen On the road to Rishikesh, I was dreaming more or less, der Refrain mit den Zeilen I’m just a child of nature, I don’t need much to set me free.
Während McCartney sein Lied Mother Nature’s Son fertigstellte und es im November 1968 auf dem Album The Beatles veröffentlicht wurde, blieb Lennons I’m just a Child of Nature zunächst unvollendet. Die endgültige Abmischung in Stereo und die Nachproduktion des Liedes erfolgte erst 2018 durch Giles Martin und den Toningenieur Sam Okell.
Am 2. Januar 1969, zu Beginn der Aufnahmen für das Projekt Get Back, aus dem schließlich das Album und der Film Let It Be wurden, spielten die Beatles eine weitere Aufnahme des Stücks ein, das hier bereits eine Veränderung im Text aufwies und mit der Zeile On the road to Marrakesh begann. Ein kurzer Ausschnitt dieser Version wurde 2003 auf der Bonus-CD des Albums Let It Be… Naked veröffentlicht. Erneut wurde das Stück nicht vollendet. Ein weiterer Ausschnitt des Liedes wurde im ersten Teil der dreiteiligen 2021er DokumentationsserieThe Beatles: Get Back gezeigt.

### Aufnahme von John Lennon

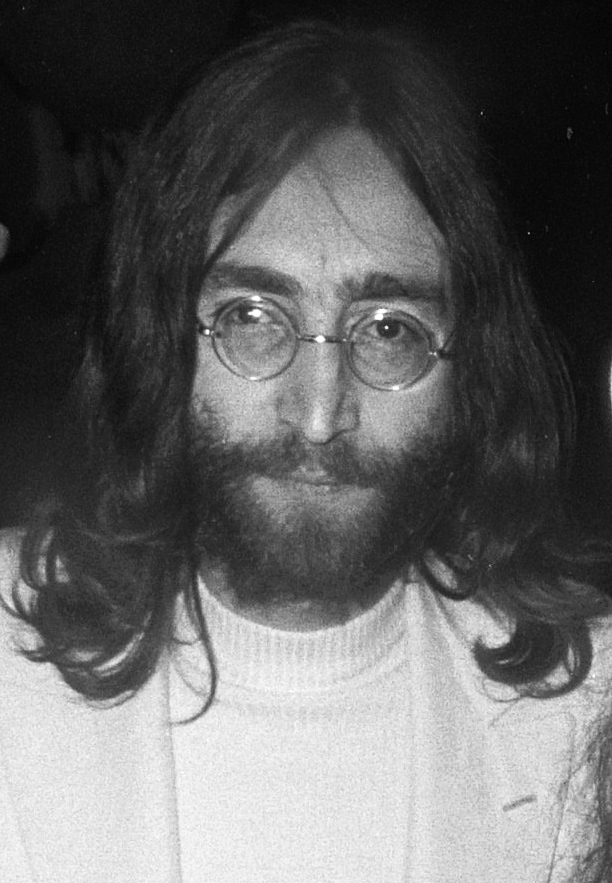
John Lennon, 1969

In 1971 wollte John Lennon sein neues Album Imagine aufnehmen und verwendete auch ältere Lieder wie I Don’t Wanna Be a Soldier, Mama, Oh My Love, Gimme Some Truth und auch Jealous Guy. Die Aufnahmen für das Album fanden im Wesentlichen vom 24. bis zum 29. Mai 1971 in Lennons eigenem Studio, den Ascot Sound Studios, in Tittenhurst Park in Berkshire statt, Jealous Guy wurde am 24. Mai eingespielt. Ausführende Produzenten des Liedes waren John Lennon, Yoko Ono und Phil Spector. Jealous Guy wurde in 29 Takes aufgenommen, von denen der letzte zum Master wurde. Vor einer der Aufnahmen kündigte Lennon an: „Hier ist eine Botschaft an alle Aktionäre von Northern Song. Hier ist noch eine halbe Million [Pfund Sterling.“
Als Lennon mit der Aufnahme begann, hatte er einen komplett neuen Text für das ehemalige I’m just a Child of Nature geschrieben und die Melodie entsprechend angepasst. Handelte der ursprüngliche Text von den Eindrücken des Aufenthalts in Indien und der Erkenntnis, „nur eines der Kinder von Mutter Natur“ zu sein, setzte sich Lennon jetzt mit seinen Gefühlen zu Yoko Ono und seiner Eifersucht auseinander.

„Der Text ist eindeutig: Ich war ein sehr eifersüchtiger, besitzergreifender Typ. Zu allem. Ein sehr unsicherer Mann. Ein Typ, der seine Frau in eine kleine Kiste stecken, sie einsperren und sie einfach rausholen will, wenn er Lust hat, mit ihr zu spielen. Sie darf nicht mit der Außenwelt – außerhalb von mir – kommunizieren, weil ich mich dadurch unsicher fühle.“

Bei der Aufnahme wirkten neben John Lennon (Gesang und Gitarre) noch Nicky Hopkins (Klavier), John Barham (Harmonium), Alan White (Vibraphon), Joey Molland (Gitarre), Tom Evans (Gitarre), Mike Pinder (Tamburin), Klaus Voormann (E-Bass) und Jim Keltner (Schlagzeug) mit. Die Streicher wurden am 4. Juli 1971 von Mitgliedern der New Yorker Philharmoniker im Record Plant East Studios in New York aufgenommen, wo auch die abschließenden Overdubs und die Abmischung aller Stücke des Imagine-Albums stattfanden. Roy Cicala, Shelly Yakus und Jack Douglas waren die Toningenieure der Aufnahme.
Wie bei allen Imagine-Songs wurde 1971 ein Musikvideo gedreht. Es zeigte Studioaufnahmen von John Lennon, wie er den Song sang, unterbrochen von Filmen von Lennon und Yoko Ono, die mit einem Auto zu einem See auf dem Gelände ihres Hauses in Tittenhurst Park fuhren. Das Paar wurde dann gezeigt, wie es auf dem Teich in ein Ruderboot stieg. Die Outdoor-Sequenz wurde größtenteils von einem Hubschrauber aus gefilmt.

## Kommerzieller Erfolg

### Chartplatzierungen
Die Single erreichte 1985 Platz 65 der britischen Hitparade. In den USA veröffentlichte Capitol Records im Jahr 1988 die Single Jealous Guy / Give Peace a Chance. Diese Single kam bis auf Platz 80 der US-amerikanischen Charts.

### Auszeichnungen für Musikverkäufe
| Land/Region                  | Auszeichnungen für Musikverkäufe (Land/Region, Auszeichnung, Verkäufe) | Verkäufe |
| ---------------------------- | ---------------------------------------------------------------------- | -------- |
| Vereinigtes Königreich (BPI) | Silber                                                                 | 200.000  |
| Insgesamt                    | 1× Silber ·                                                            | 200.000  |

## Coverversionen
Es gibt über 130 Coverversionen von Jealous Guy.

### Coverversion von Roxy Music
Nach dem Tod John Lennons am 8. Dezember 1980 befand sich die Gruppe Roxy Music auf Europa-Tournee. Als sie von Lennons Tod erfuhren, spielten sie als Hommage an Lennon das Stück Jealous Guy erstmals am 20. Dezember 1980 während eines Konzerts in der Dortmunder Westfalenhalle. Nachdem die Tournee beendet war, nahm die Gruppe eine Studioversion auf, die im Februar 1981 als Single veröffentlicht wurde. In Großbritannien und Australien wurde diese Coverversion ein Nummer-eins-Hit.

### Weitere Coverversionen
- 1972: Donny Hathaway – auf dem Album Live
- 1972: Claudine Longet – als Medley Jealous Guy/Don’t Let Me Down Me auf dem Album Let’s Spend the Night Together
- 1974: Owen Gray
- 1974: Rod Stewart – auf dem Album Coast to Coast: Overture and Beginners
- 1977: Frankie Miller – auf dem Album Full House
- 1982: Peter Criss – auf dem Album Let Me Rock You
- 1987: The Shadows – auf dem Album Simply Shadows
- 1995: Collective Soul – auf dem Album Working Class Hero – A Tribute to John Lennon
- 1997: Belinda Carlisle – auf der US-Version des Albums A Woman and a Man
- 1998: Jimmy Scott – auf dem Album Holding back the Years
- 2004: Joe Cocker – auf dem Album Heart & Soul
- 2006: Gavin DeGraw – auf dem Album Friends with Benefits: Music from the Television Series One Tree Hill, Volume 2
- 2007: Youssou N’Dour – auf dem Album Make Some Noise – The Amnesty International Campaign to Save Darfur
- 2009: Curtis Stigers – auf dem Album Lost in Dreams
- 2010: Young@Heart – auf dem Album Mostly Live
- 2019: The Teskey Brothers – auf den Album Live at the Forum
- 2020: Will Vinson – auf dem Album Trio Grande

## Veröffentlichung

### Veröffentlichungen von John Lennon
- Am 9. September 1971 erschien in den USA (Großbritannien: 8. Oktober 1971) das Album Imagine auf dem sich Jealous Guy befindet.
- In Venezuela wurde im Jahr 1972 als zweite Single Jealous Guy / It’s so Hard hergestellt.[13]
- Die Single Jealous Guy mit der B-Seite Going Down on Love vom Album Walls and Bridges wurde am 18. November 1985 in Großbritannien[14] und Deutschland und am 3. Oktober 1988 (B-Seite: Give Peace a Chance) in den USA[15] veröffentlicht. In Großbritannien und Deutschland erschien zusätzlich noch eine 12″-Vinyl-Single: Jealous Guy, Going Down on Love und Oh Yoko.[16]
- Im November 1998 wurde auf der John Lennon Anthology eine alternative Version von Jealous Guy veröffentlicht. Bei dieser Version handelt es sich um den ersten Take der Aufnahmen. Bei dieser Aufnahme fehlen die Streicher, deshalb sind die anderen Instrumente deutlicher zu hören.
- Im Februar 2000 wurde das Album Imagine in einer remasterten und neu abgemischten Version ohne Bonusstücke wiederveröffentlicht. Die Neuabmischung erfolgte im Herbst 1999 in den Abbey Road Studios unter der Aufsicht von Yoko Ono. Der Remix-Ingenieur war Peter Cobbin.
- Im April 2000 wurde die DVD John Lennon – Gimme Some Truth: Making of the Album „Imagine“ veröffentlicht, die wiederum alternative Versionen und neue Abmischungen beinhaltet.
- Am 5. Oktober 2018 erschien die bisher inhaltlich umfangreichste Wiederveröffentlichung der Imagine-Aufnahmen als Box-Set. Die Lieder des Albums wurden von Paul Hicks in den Abbey Road Studios und den Sear Sound Studios neu abgemischt. Für die Neuabmischung gab Yoko Ono die Anweisung, dass der Sound des Albums und der Gesang von John Lennon klarer, hörbarer werden sollten. Darüber hinaus wurde auch eine 5.1-Abmischung hergestellt. Die Super-Deluxe-Box enthält auch alternative Versionen von Jealous Guy: (Take 9), (Take 11), (Take 29), (piano, bass & drums) sowie eine Monoversion.[17][18]
- Jealous Guy befindet sich auf folgenden John Lennon-Kompilationsalben: The John Lennon Collection, Imagine: John Lennon (Music from the Motion Picture), Lennon, Lennon Legend: The Very Best of John Lennon, Instant Karma: All-Time Greatest Hits, Working Class Hero: The Definitive Lennon, Remember, Gimme Some Truth, John Lennon Collector’s Edition, Power to the People: The Hits, Signature Box.
- Am 9. Oktober 2020 erschien das Kompilationsalbum GIMME SOME TRUTH., das neuabgemischte Lieder beinhaltet, so auch Jealous Guy.

### Veröffentlichungen von The Beatles
- Ein 24 Sekunden langer Ausschnitt von der 1969er Version von Child of Nature wurde am 14. November 2003 auf der Bonus-CD des Albums Let It Be… Naked veröffentlicht.
- Am 9. November 2018 erschien die 50-jährige Jubiläumsausgabe des Albums The Beatles, auf dieser befindet sich die ungekürzte 1968er Version von Child of Nature (2 min 38 s).
- In der dreiteiligen Dokumentation The Beatles: Get Back, die im November 2021 veröffentlicht wurde, wurde in der Eingangssequenz die Beatles gezeigt, wie sie in den Twickenham Studios On The Road To Marrakesh/Child Of Nature spielen.